# Karsy Małe
Karsy Małe is een plaats in het Poolse district  Buski, woiwodschap Święty Krzyż. De plaats maakt deel uit van de gemeente Pacanów en telt 228 inwoners.